# 伊関友伸
伊関 友伸（いせき ともとし、1961年 - ）は、日本の行政学者。城西大学経営学部教授。特定非営利活動法人ハンズオン埼玉監事。東京都出身。

## 人物
2006年8月から2007年3月まで、北海道夕張市の医療再生アドバイザーとして、夕張医療センター設立に携わった。研究分野は行政学・地方自治論、地域医療・自治体病院の経営。博士（福祉経営：日本福祉大学から授与）。総務省「地域医療の確保と公立病院改革の推進に関する調査研究会委員」など、国・自治体の委員等を数多く務める。

## 略歴
私立早稲田中学校・高等学校、東京都立大学法学部法律学科卒業。東京大学大学院法学政治学研究科修士課程修了。1987年埼玉県庁入庁（県民部県民総務課調査係）、北埼玉郡大利根町企画財政課長（県派遣）、総合政策部計画調整課主査（計画フレーム担当）、健康福祉部社会福祉課地域福祉担当主査、県立精神医療センター・精神保健福祉センター総務職員担当主幹、2004年城西大学経営学部マネジメント総合学科助教授。

## 著作
- 『新型コロナから再生する自治体病院』（ぎょうせい）2021年
- 『人口減少・地域消滅時代の 自治体病院経営改革[1]』（ぎょうせい）2019年
- 『自治体病院の歴史　住民医療の歩みとこれから』 （三輪書店）　2014年
- 『まちに病院を!―住民が地域医療をつくる』（岩波ブックレット）
- 『地域医療―再生への処方箋』（ぎょうせい）
- 『まちの病院がなくなる!?―地域医療の崩壊と再生』（時事通信社）
- 『自治体再生戦略―行政評価と経営改革』（日本評論社、共著）
- 『実践・行政評価―事例、解説、そしてQ&A』（東京法令出版、共著）
- 『政策評価の方法とシステムについて』（埼玉県庁）